# لیگ دسته دوم فوتبال اسلواکی
لیگ دسته دوم فوتبال اسلواکی (انگلیسی: 2. Liga) دومین لیگ معتبر فوتبال در کشور اسلواکی است که در سال ۱۹۹۳ بنیان‌گذاری شده و زیر نظر اتحادیه فوتبال اسلواکی برگزار می‌شود.